# Tobeen
Tobeen (né à Bordeaux le 20 juillet 1880, mort à Saint-Valery-sur-Somme le 14 mars 1938) est le pseudonyme de l'artiste peintre Félix Bonnet.

## Biographie
Tobeen séjourne beaucoup au Pays basque. À partir de 1910 il travaille à Paris, où il est en contact avec les artistes du cercle de Pablo Picasso et Georges Braque et avec le cercle des frères Duchamp (Gaston, Raymond et Marcel) formant le groupe de Puteaux, artistes ayant participé à l'exposition « La Section d'or ». En 1913, il fait partie des peintres français représentés à l'Armory Show.
Mais Tobeen n'est pas un citadin. Il aime la vie libre, la mer, les bois, et après 1920 il s'installe à Saint-Valery-sur-Somme.
Les tableaux, les dessins et les gravures sur bois de Tobeen montrent les traces de sa période parisienne et sa passion pour la poésie dans la vie humaine.
Une rue porte son nom à Ciboure.

## Expositions

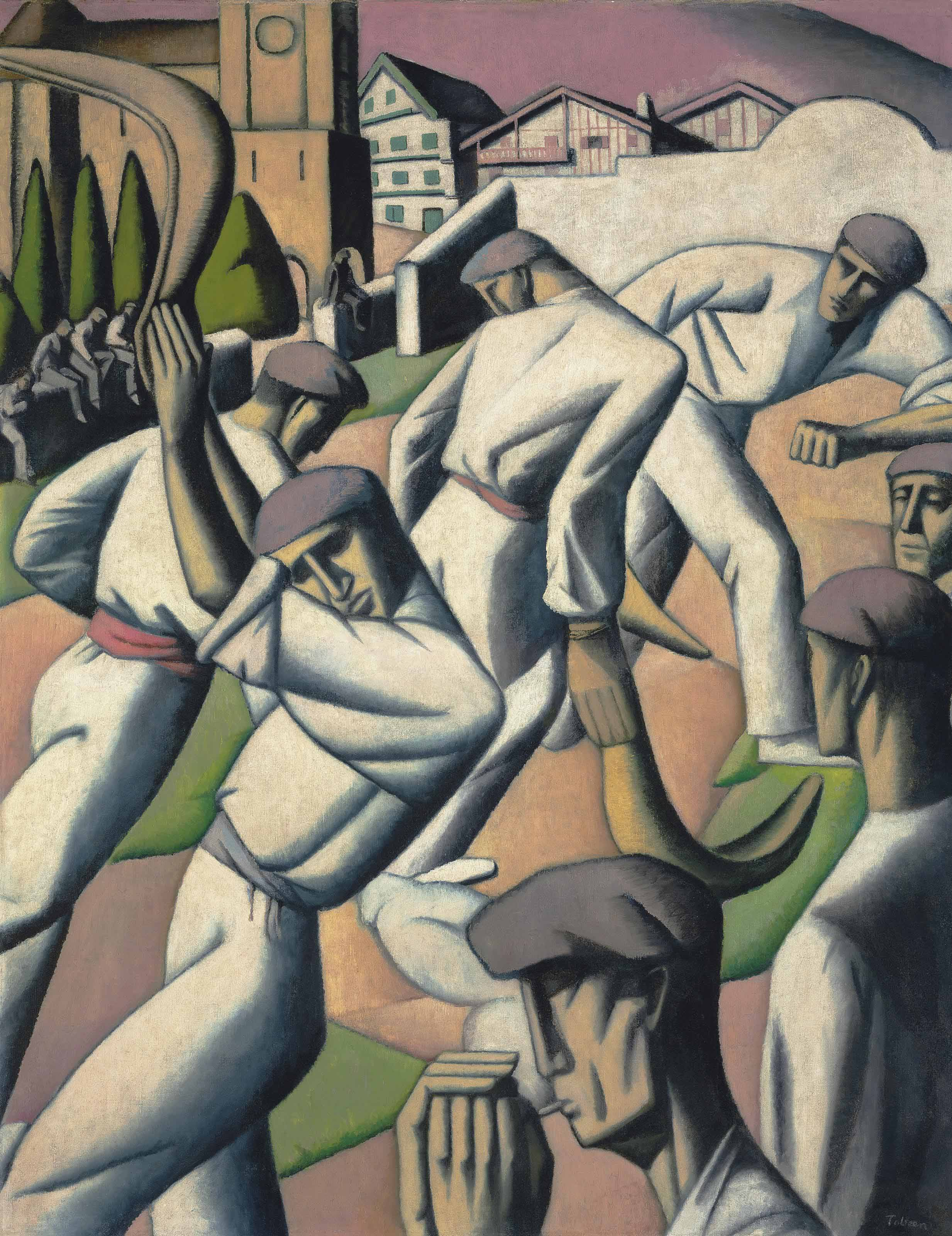
Pelotaris (1912), huile sur toile, non localisée.

- Galerie La Boétie (Paris): La Section d'or (1912)
- Armory Show (New York) 1913
- Tobeen, un poète du cubisme : Bordeaux, Galerie Musée des beaux-arts, 2012 8 juin - 16 septembre[2]

## Représentation dans les collections publiques

### France
- Musée basque, Bayonne
- Musée des beaux-arts de Bordeaux, Bordeaux
- Musées Menton, collection Wakefield, Menton[3]
- Musée des beaux-arts de Nancy, Nancy

### Pays-Bas
- Centraal Museum, Utrecht[4]
- Scheringa Museum voor Realisme, Spanbroek
- Musée Kröller-Müller, Otterlo